# Omaha (poker)

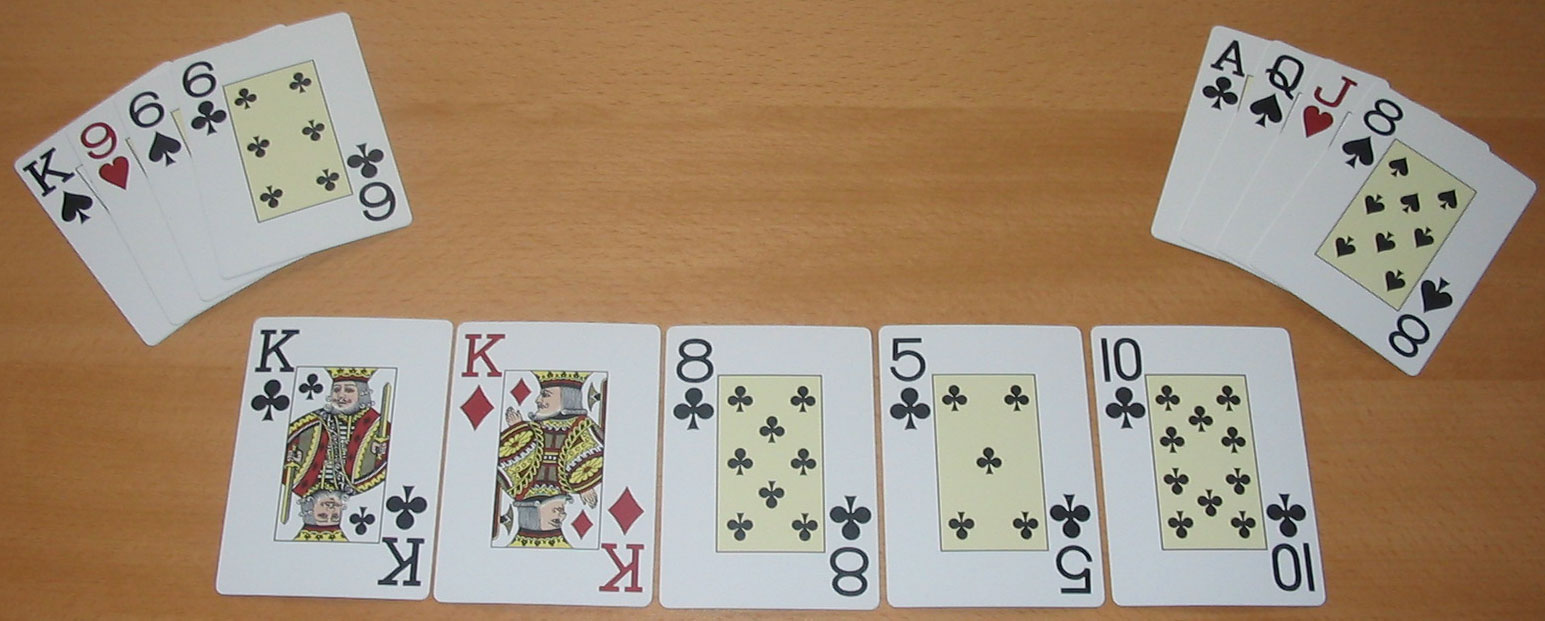
Una mano di poker Omaha

Omaha è una specialità del poker della categoria delle carte comunitarie. L'Omaha si può giocare in due varianti:
- High  giocato principalmente in versione pot limit.
- Hi/Lo (eight or better) giocato in versione,fixed limit, pot limit e no limit.

## Spiegazione
Nei casinò nordamericani, il termine "Omaha" può riferirsi a diversi giochi di poker. Il gioco originale è anche comunemente conosciuto come Omaha High. Viene giocata anche una versione high-low split chiamata "Omaha high-low" o talvolta "Omaha eight or better" o "Omaha / 8". In Europa, "Omaha" si riferisce ancora generalmente alla versione più vecchia del gioco, che di solito viene giocata con partite pot-limit. Il Pot-limit Omaha è spesso abbreviato in "PLO". In alcuni casinò e online è possibile trovare l'Omaha eight-or-better con limite al piatto e senza limite, anche se il no-limit è meno comune.
Si tratta di un gioco in cui, tra le carte in mano e le carte comuni, il giocatore può avere l'opportunità di pescare diversi tipi di carte. Per esempio, un giocatore può avere sia un colore che un full usando diverse combinazioni di carte. A volte anche i giocatori più esperti possono impiegare più tempo per capire quali sono le estrazioni possibili per la loro mano. 
Le principali differenze tra l'Omaha e il Texas Hold'em sono le seguenti: in primo luogo, a ogni giocatore vengono distribuite quattro carte chiuse anziché due. I giri di scommessa e la disposizione delle carte comuni sono identici. Quando viene rivelata, la mano di ogni giocatore è la migliore combinazione di cinque carte composta da esattamente tre delle cinque carte presenti sul tabellone più esattamente due carte del giocatore stesso. A differenza del Texas Hold'em, un giocatore non può giocare quattro o cinque carte sul tavolo con meno di due delle proprie (né può giocare tre o quattro carte coperte). 
Nell'Omaha è possibile distribuire una mano a un massimo di undici giocatori, sia che si usino o meno le carte coperte, ma l'Omaha è più spesso giocato con sei o nove mani.

## Regole e meccanica del gioco
In realtà l'Omaha è un gioco derivato dal Texas hold 'em: infatti le regole sono praticamente le stesse se non per due eccezioni. La prima differenza è che nell'Omaha le Hole Card (carte personali) sono quattro e non due. La seconda è che un giocatore deve per forza usare due delle proprie carte personali per comporre il punto, quindi di conseguenza è costretto a usare solo tre carte comuni.
Il piatto viene vinto dal giocatore con la migliore mano di cinque carte da poker, usando in particolare due delle proprie carte coperte e tre delle carte comuni per formare la migliore mano di cinque carte da poker. Nel caso in cui vi sia un solo player rimasto questo automaticamente vince il piatto.
L'Omaha può essere giocato con solo due giocatori e fino a un massimo di nove. Si gioca con un normale mazzo da 52 carte senza l'uso di jolly. Ciascuna mano consiste in quattro giri di puntate. Ogni giocatore riceve quattro carte coperte. 
Dopo di che si segue con un giro di puntate; dopo il primo giro di puntate il dealer, dopo aver scartato una carta dal mazzo, distribuisce tre carte comuni scoperte al centro del tavolo per poi fare la seconda puntata. Dopo questo secondo giro di puntate, il dealer scarta un’ulteriore carta dal mazzo, poi distribuisce un'altra carta scoperta al centro del tavolo. Ha luogo altro giro di puntate, dopodiché il dealer scarta l’ultima carta dal mazzo, quindi distribuisce l'ultima carta comune al centro del tavolo. Dopo la quinta carta comune, ci sarà l'ultimo giro di puntate. In particolare, i giocatori devono usare due delle loro carte coperte e tre delle carte comuni per formare la migliore mano di cinque carte da poker. La miglior mano di cinque carte vince il piatto. Le combinazioni dei punti e il loro valore sono le medesime del Texas Hold'em.

### Fasi del gioco
I procedimenti del gioco sono pressoché gli stessi della specialità Texas hold 'em:
- Piccolo buio (SB) e Grande buio (BB): il giocatore alla sinistra del dealer è obbligato a porre una certa somma prestabilita mentre il giocatore che lo segue pone il doppio della somma, tutto questo avviene prima della distribuzione delle carte;
- Chiamate: il mazziere distribuisce quattro carte a testa, una alla volta per ciascuno. A questo punto i giocatori devono vedere la puntata equivalente il grande buio. I giocatori che hanno puntato il grande buio possono fare check. Ovviamente ogni giocatore è libero di rilanciare o foldare, nel caso si astenessero a vedere la puntata o il rilancio;
- Flop: Il mazziere scarta la prima carta nel mazzo e ne distribuisce tre scoperte sul tavolo. A questo punto si apre un libero giro di puntate;
- Turn: Il mazziere scarta nuovamente una carta e ne distribuisce una scoperta sul tavolo. Si apre poi un secondo giro libero di scommesse;
- River: Stesso procedimento del passaggio precedente;
- Showdown: I giocatori si confrontano le carte con quelle sul tavolo e viene stabilita la "mano perfetta".

## Storia[10]
Nato all'incirca negli anni Settanta del Novecento presso Detroit, l'omaha è considerabile figlio del Texas hold 'em. All'inizio il gioco si chiamava two by three, ogni giocatore aveva a disposizione non 4, bensì 5 carte private. Ma questo limitava il numero massimo di giocatori per tavolo al numero di 8, a causa del dispendio di carte durante la mano. Presto quindi si ridusse il numero di carte private a 4, ancora oggi soprattutto nel Regno Unito e in Francia si gioca sia con 4 che con 5 carte private. La riduzione a quattro carte è stata comunque il punto di partenza per il successo dell’Omaha a livello mondiale.
A quel tempo esisteva un gioco basato sul Texas hold 'em che si chiamava con un nome in onore della città più popolosa del Nebraska: Omaha. Il gioco prevedeva l'obbligo di usare tutte e due le carte private e tre carte comunitarie. Ma col tempo, a causa dell'affinità del gioco, in Nevada i due giochi si mescolarono: 
- Omaha, ossia quello che conosciamo oggi;
- Greek Hold'em ossia la variante del Texas hold 'em con l'obbligo di usare tutte e due le carte private.

L'Omaha ebbe la sua modellazione finale nel 1982. Da allora ha conquistato sempre più successo, pur non raggiungendo la diffusione del più immediato e popolare Texas hold 'em.

## Osservazioni
La  regola che mette in difficoltà i giocatori principianti di Omaha è quella che vincola il numero di carte private e comuni da usare (rispettivamente 2 e 3), d'altro canto i giocatori di Texas hold 'em devono prestare attenzione alla valutazione della loro mano quando passano dal Texas hold 'em all'Omaha. Se sul tavolo ci sono quattro carte di quadri e l'asso di quel seme è l'unica carta di quadri che un giocatore ha, egli non ha il colore massimo, e anzi non ha affatto un colore, poiché deve usare due carte della sua mano. È molto diverso dal Texas hold 'em in cui, con un asso di quadri tra le carte combinato a quattro carte di quadri delle cinque carte comuni al centro del tavolo,  si avrebbe il migliore colore possibile. Inoltre, per esempio, avere in mano tre K rende improbabile la possibilità di fare tris di K e rende impossibile realizzare un poker di K.

## Probabilità
Prima del flop la mano migliore per il giocatore di Pot Limit e Limit è AK stesso colore e AK altro colore. Altri grandi campioni preferiscono AJAT double suited per le maggiori probabilità di fare scala. Circa L'Omaha Hi-LO la mano migliore è AA23, mentre la mano trappola per cui è meglio lasciare è KQ23.

## Omaha poker online
Come per il texas hold’em, anche per questo gioco esiste una community di appassionati online. Esistono come per la variante più famosa, tornei multi tavolo e sfide testa a testa, ma anche la possibilità di partite cash game. Con l’Omaha poker si può giocare anche sfruttando i tavoli con denaro virtuale in modalità free to play, ed anche i classici freeroll che non prevedono ticket d’ingresso.